# Liste des résolutions du Conseil de sécurité des Nations unies sur le Cambodge
Cet article dresse une liste des résolutions du Conseil de sécurité des Nations unies concernant le Cambodge .

## Cambodge
En forme longue le royaume du Cambodge, en khmer Kâmpŭchea et ព្រះរាជាណាចក្រកម្ពុជា, Preăh Réachéanachâkr Kâmpŭchea, aussi appelé Srok Khmer, ស្រុកខ្មែរ.
- Résolution 109 : admission de l'Albanie, de la Jordanie, de l'Irlande, du Portugal, de la Hongrie, de l'Italie, de l'Autriche, de la Roumanie, de la Bulgarie, de la Finlande, de Ceylan, du Népal, de la Libye, du Cambodge, du Laos et de l'Espagne aux Nations unies (adoptée le 14 décembre 1955).
- Résolution 189 : plainte du Gouvernement royal du Cambodge (adoptée le 4 juin 1964).
- Résolution 668 : Cambodge (adoptée le 20 septembre 1990).
- Résolution 717 : Cambodge (adoptée le 16 octobre 1991).
- Résolution 718 : Cambodge (adoptée le 31 octobre 1991).
- Résolution 728 : Cambodge (adoptée le 8 janvier 1992).
- Résolution 745 : créant l'Autorité provisoire des Nations unies au Cambodge (adoptée le 28 février 1992).
- Résolution 766 : Cambodge (adoptée le 21 juillet 1992).
- Résolution 783 : Cambodge (adoptée le 14 octobre 1992).
- Résolution 792 : Cambodge (adoptée le 30 novembre 1992).
- Résolution 810 : Cambodge (adoptée le 8 mars 1993).
- Résolution 826 : Cambodge (adoptée le 20 mai 1993).
- Résolution 835 : Cambodge (adoptée le 2 juin 1993).
- Résolution 840 : Cambodge (adoptée le 15 juin 1993).
- Résolution 860 : Cambodge (adoptée le 27 août 1993).
- Résolution 880 : Cambodge (adoptée le 4 novembre 1993).